# Rasiersitz
Rasiersitz oder auch Rasierloge ist eine umgangssprachliche Umschreibung für die Sitzplätze der ersten Reihe in einem Kino oder Theater. Aus dieser Position wirkt das Bild flach und die Filmszenen werden verzerrt wahrgenommen. Zur Erfassung der gesamten Bildfläche ist oft die Bewegung des Kopfes notwendig. Da man in der ersten Reihe den Kopf nach hinten neigen muss, um alles verfolgen zu können, entstand der Vergleich mit der Sitzposition beim Barbier. 